# ビバリー・ゴダード
ビバリー・ゴダード (Beverley Lanita Goddard-Callender、1956年8月28日 - )は、イギリスの陸上競技選手。1980年モスクワオリンピック、1984年ロサンゼルスオリンピックの銅メダリストである。

## 経歴
ゴダードは、モスクワ大会では200mと4×100mRに出場。200mは6位に終わったものの、4×100mRには、ゴダードとヘザー・ハント、キャシー・スモールウッド、ソニア・ランナマンとともに出場し、東ドイツ、ソ連に次いで銅メダルを獲得。
さらに、ゴダードは4年後のロサンゼルスオリンピックでは、再び4×100mRにおいて、前回もメンバーであったオークス(ハント)、クック(スモールウッド)と、シモーネ・ジェイコブズとともに、アメリカ、カナダに次いで2大会連続の銅メダルを獲得した。

## 主な実績
| 年   | 大会                         | 場所                         | 種目    | 結果 | 記録   |
| ---- | ---------------------------- | ---------------------------- | ------- | ---- | ------ |
| 1978 | ヨーロッパ陸上競技選手権大会 | プラハ(チェコスロバキア)     | 4×100mR | 2位  | 42秒72 |
| 1980 | オリンピック                 | モスクワ(ソビエト連邦)       | 200m    | 6位  | 22秒72 |
| 1980 | オリンピック                 | モスクワ(ソビエト連邦)       | 4×100mR | 3位  | 42秒43 |
| 1982 | ヨーロッパ陸上競技選手権大会 | アテネ(ギリシャ)             | 200m    | 5位  | 22秒91 |
| 1982 | ヨーロッパ陸上競技選手権大会 | アテネ(ギリシャ)             | 4×100mR | 2位  | 42秒66 |
| 1983 | 世界陸上競技選手権大会       | ヘルシンキ(フィンランド)     | 4×100mR | 2位  | 42秒71 |
| 1984 | オリンピック                 | ロサンゼルス(アメリカ合衆国) | 4×100mR | 3位  | 43秒11 |